# ヘルクレス座14番星
ヘルクレス座14番星（14 Herculis）は、ヘルクレス座の方向約59光年の距離にあるK型主系列星である。等級が低いため、肉眼では見ることが出来ない。ヘルクレス座14番星は、2つの太陽系外惑星を持つと考えられている。

## 特徴
| 太陽 | ヘルクレス座14番星 |
| ---- | ------------------ |
| 太陽 | Exoplanet          |

ヘルクレス座14番星はK0Vのスペクトル型を持つK型主系列星である。太陽と比べ、質量は約98%、半径は約93%、光度は約64%と推定されている。鉄を豊富に含み、水素よりも原子量が大きい元素は、太陽の約2.7倍も多い。

## 惑星系
1998年に、ヘルクレス座14番星を公転する太陽系外惑星が見つかり、ヘルクレス座14番星bと命名された。公転周期4.8年で、離心率が0.37と細長い楕円軌道を取る。2005年には、2つめの惑星の存在の可能性が指摘され、ヘルクレス座14番星cと名付けられた。この惑星cのパラメータ等はかなりの誤差があり、大きく見積もった場合は褐色矮星サイズにもなるが、発見者グループによる最も精密な予想によれば、内側の惑星と5:1から6:1の共鳴軌道上にあり、ヘルクレス座14番星から約9天文単位のところを約27年かけて公転しているとみられる。
| 名称 （恒星に近い順） | 質量             | 軌道長半径 （天文単位） | 公転周期 (日) | 軌道離心率    | 軌道傾斜角 | 半径 |
| --------------------- | ---------------- | ----------------------- | ------------- | ------------- | ---------- | ---- |
| b                     | > 4.64 ± 0.19 MJ | 2.77 ± 0.05             | 1773.4 ± 2.5  | 0.369 ± 0.005 | —          | —    |
| c                     | > 7.679 MJ       | 9.037                   | 9886          | 0.184         | —          | —    |